# Coppa Svizzera 1935-1936
La Coppa Svizzera 1935-1936 è stata l'11ª edizione della manifestazione calcistica. È iniziata nell'agosto 1935 e si è conclusa il 13 aprile 1936. Questa edizione della coppa vide la vittoria finale del Young Fellows.

## Regolamento
Turni ad eliminazione diretta in gara unica.

### Turno Eliminatorio
| Squadra 1               | Risultato | Squadra 2             |
| ----------------------- | --------- | --------------------- |
| 2 settembre 1935        |           |                       |
| Club Athletique Ginevra | 2 - 0     | Forward Morges        |
| Concordia Yverdon       | 6 - 1     | Stade Payerne         |
| Couvet                  | 0 - 1     | Sylva-Sports Le Locle |
| Fleurier                | 4 - 3     | La Tour-de-Peilz      |
| Gloria-Sports Le Locle  | 2 - 1     | Chênois               |
| Dopolavoro Ginevra      | 3 - 1     | Junction Ginevra      |
| Martigny                | 2 - 4     | Sion                  |
| Sierre                  | 3 - 1     | Chippis               |
| Madretsch               | 4 - 0     | Thun                  |
| Moutier                 | 0 - 2     | Bienne-Boujean        |
| Nidau                   | 5 - 2     | Gerlafingen           |
| Tavannes                | 0 - 10    | Delémont              |
| Helvetia Berna          | 1 - 2     | Victoria Berna        |

### Trentaduesimi di Finale
| Squadra 1                      | Risultato      | Squadra 2              |
| ------------------------------ | -------------- | ---------------------- |
| 6 ottobre 1935                 |                |                        |
| Arbon                          | 3 - 1          | Rasenspiele Basilea    |
| Basilea                        | 0 - 2          | Lucerna                |
| Chiasso                        | 4 - 0          | Zurigo                 |
| Grasshoppers                   | 4 - 0          | Brühl                  |
| Langnau                        | 4 - 5          | Birsfelden             |
| Locarno                        | 6 - 1          | Diana Zurigo           |
| Lugano                         | 5 - 0          | Oerlikon               |
| Nordstern                      | 5 - 0          | Blue Stars Zurigo      |
| San Gallo                      | 8 - 0          | Allschwil              |
| Sciaffusa                      | 0 - 1          | Kreuzlingen            |
| Seebach                        | 4 - 1          | Concordia Basilea      |
| Thalwil                        | 1 - 4          | Baden                  |
| Wädenswil                      | 0 - 2          | Bellinzona             |
| Winterthur                     | 2 - 0          | Altstetten             |
| Wipkingen                      | 1 - 3          | Fortuna San Gallo      |
| Young Fellows                  | 5 - 1          | SCI Juventus Zurigo    |
| Aarau                          | 7 - 2          | Fleurier               |
| Berna                          | 10 - 1         | Racing Losanna         |
| Grenchen                       | 8 - 1          | Gloria-Sports Le Locle |
| La Chaux-de-Fonds              | 12 - 0         | Biberist               |
| Losanna                        | 1 - 2          | Young Boys             |
| Madretsch                      | 1 - 3          | Delémont               |
| Nidau                          | 3 - 4          | Yverdon                |
| Olten                          | 0 - 1          | Urania Ginevra         |
| Servette                       | 8 - 1          | Monthey                |
| Sierre                         | 5 - 2          | Étoile Carouge         |
| Sion                           | 1 - 0          | Soletta                |
| Sylva-Sports Le Locle          | 2 - 5          | Porrentruy             |
| Vevey                          | 7 - 0          | Dopolavoro Ginevra     |
| Victoria Berna                 | 1 - 2          | Friburgo               |
| Cantonal Neuchâtel             | 0 - 0 (d.t.s.) | Bienne                 |
| Montreux-Sports                | (annullata)    | Bienne-Boujean         |
| 10 novembre 1935 (ripetizioni) |                |                        |
| Bienne                         | 3 - 0          | Cantonal Neuchâtel     |
| Montreux-Sports                | 5 - 1          | Bienne-Boujean         |

### Sedicesimi di finale
| Squadra 1        | Risultato      | Squadra 2         |
| ---------------- | -------------- | ----------------- |
| 17 novembre 1935 |                |                   |
| Bienne           | 6 - 1          | Porrentruy        |
| Birsfelden       | 2 - 7          | Locarno           |
| Bellinzona       | (rinviata)     | San Gallo*        |
| Berna            | 14 - 1         | Urania Ginevra    |
| Chiasso          | 5 - 1          | Fortuna San Gallo |
| Yverdon          | 2 - 1          | Delémont          |
| Lucerna          | 5 - 0          | Baden             |
| Lugano           | 1 - 0          | Grasshoppers      |
| Montreux-Sports  | 0 - 6          | Aarau             |
| Nordstern        | 2 - 3          | Young Fellows     |
| Seebach          | 1 - 3 (d.t.s.) | Kreuzlingen       |
| Sierre           | 0 - 4          | Grenchen          |
| Servette         | (rinviata)     | La Chaux-de-Fonds |
| Vevey            | 4 - 1          | Friburgo          |
| Winterthur       | 3 - 1          | Arbon             |
| Young Boys       | 8 - 1          | Sion              |
| 1º dicembre 1935 |                |                   |
| Servette         | 2 - 0          | La Chaux-de-Fonds |

- Passa il turno per sorteggio.

### Ottavi di finale
| Squadra 1        | Risultato      | Squadra 2     |
| ---------------- | -------------- | ------------- |
| 1º dicembre 1935 |                |               |
| Chiasso          | 0 - 2          | Young Fellows |
| Yverdon          | 1 - 3          | Aarau         |
| Locarno          | 1 - 0          | Winterthur    |
| Lugano           | 4 - 1          | Kreuzlingen   |
| San Gallo        | 1 - 2 (d.t.s.) | Lucerna       |
| Grenchen         | 0 - 0 (d.t.s.) | Young Boys    |
| Young Boys       | 5 - 2          | Grenchen      |
| Bienne           | (rinviata)     | Berna         |
| 1º gennaio 1936  |                |               |
| Vevey            | 2 - 8          | Servette      |
| 19 gennaio 1936  |                |               |
| Bienne           | 2 - 2 (d.t.s.) | Berna         |
| 2 febbraio 1936  |                |               |
| Berna            | 1 - 1 (d.t.s.) | Bienne        |
| 5 febbraio 1936  |                |               |
| Berna            | 1 - 0          | Bienne        |

### Quarti di finale
| Squadra 1        | Risultato | Squadra 2     |
| ---------------- | --------- | ------------- |
| 2 febbraio 1936  |           |               |
| Lugano           | 1 - 5     | Young Fellows |
| Servette         | 3 - 0     | Lucerna       |
| Young Boys       | 5 - 0     | Aarau         |
| 12 febbraio 1936 |           |               |
| Berna            | 8 - 0     | Locarno       |

### Semifinali
| Squadra 1     | Risultato      | Squadra 2  |
| ------------- | -------------- | ---------- |
| 1º marzo 1936 |                |            |
| Young Fellows | 4 - 1          | Young Boys |
| Berna         | 1 - 1 (d.t.s.) | Servette   |
| 25 marzo 1936 |                |            |
| Berna         | 2 - 2 (d.t.s.) | Servette   |

### Finale
| Arbitro: | Wunderlin (Basilea) |

|                                                                                   |            |                                                                                   |
| Tögel 2’ Frigerio 47’                                                             | Marcatori  |                                                                                   |
| Schlegel Kupfer Nyffeler Noldin Ciseri I Müller Diebold Örsi Frigerio Tögel Bossi | Formazioni | Feuz Riva Mouche Guinchard Loichot Lörtscher Oswald Nyvelt Buchoux Walaschek Aeby |
| József Winkler                                                                    | Allenatori | Karl Rappan                                                                       |